# Károly Patkó
Károly Patkó (ur. z kwietnia 1895 - zm. 1 kwietnia 1941) – węgierski malarz oraz rytownik, znany z aktów.

## Życiorys
Károly urodził się w 1895 roku na Węgrzech. W wieku 19 lat wyjechał do Budapesztu, gdzie rozpoczął studia na Akademii Sztuk Pięknych. W czasie swoich studiów poznał ówczesną bohemę artystyczną Budapesztu w tym m.in. takich artystów jak Vilmos Aba Novák, z którym pracował w latach 20 i 30 XX wieku oraz który wywarł duży wpływ na prace Karola. W 1923 roku wyjechał do Rzymu, gdzie studiował włoskie malarstwo oraz sztukę.
Wiele ze swoich dzieł w latach 30 tworzył wraz ze swoim przyjacielem, Ernő Bánkiem, z którym malował liczne portrety, a okazjonalnie oboje malowali się nawzajem. Jednym ze znanych dzieł, na którym występuje Karol, jest obraz Banka, "Karol w lustrze" namalowany w 1928 roku.
Károly Patkó zmarł w 1941 roku w Budapeszcie w wieku 46 lat.